# Walentyna Karatschenzewa
Walentyna Juchymiwna Karatschenzewa (ukrainisch Валентина Юхимівна Караченцева, russisch Валентина Ефимовна Караченцева; * 14. Juli 1940 in Tschernihiw) ist eine sowjetisch-ukrainische Astronomin.

## Leben
Karatschenzewa, verheiratet mit dem Astronomen Igor Dmytrowitsch Karatschenzew (* 1940 in Kiew), studierte an der Taras-Schewtschenko-Universität Kiew mit Abschluss 1962. Dort arbeitete sie dann mit Unterbrechungen bis 2002.
Von 1964 bis 1967 arbeitete Karatschenzewa im Präsidium der Akademie der Wissenschaften der Armenischen Sozialistischen Sowjetrepublik in Jerewan.
Von 1971 bis 1988 arbeitete Karatschenzewa im Speziellen Astrophysikalischen Observatorium der Akademie der Wissenschaften der UdSSR bei Selentschukskaja, Karatschai-Tscherkessien. 1975 verteidigte sie mit Erfolg ihre Dissertation über die Suche und Untersuchung der Zwerggalaxien vom Typ Sculptor für die Promotion zur Kandidatin der physikalisch-mathematischen Wissenschaften.
Karatschenzewa entdeckte zusammen mit ihrem Mann etwa 600 schwache und extrem schwache Zwerggalaxien und bestimmte ihre räumliche Verteilung, um Kataloge zu erstellen. Als Mitglied eines internationalen Teams erhielt sie vom Hubble-Weltraumteleskop Entfernungswerte für bis zu 150 Zwerggalaxien, so dass sie eine dreidimensionale Karte des nahen Universums erstellen konnte. 1996 wurde sie nach Verteidigung ihrer Doktor-Dissertation mit den neuen Galaxienkatalogen zur Doktorin der physikalisch-mathematischen Wissenschaften promoviert.
Seit 2009 ist Karatschenzewa Führende Wissenschaftliche Mitarbeiterin des Astronomischen Hauptobservatoriums der Nationalen Akademie der Wissenschaften der Ukraine in Kiew.

## Ehrungen, Preise
- E.-Fedorow-Preis der Nationalen Akademie der Wissenschaften der Ukraine (2001)[1]
- Staatspreis der Republik Ukraine im Bereich Wissenschaft und Technik (2014)
- Verdiente Wissenschaftlerin und Technikerin der Ukraine (2015)[1]